# دوليف هزيزا
دوليف هزيزا (مواليد 5 يوليو 1995) هو لاعب كرة قدم إسرائيلي يلعب في مركز الوسط المهاجم أو الجناح في نادي مكابي حيفا.

## روابط خارجية
- دوليف هازيزا على موقع الاتحاد الأوربي (الإنجليزية)
- دوليف هازيزا على موقع قاعدة بيانات كرة القدم.إي يو (الإنجليزية)
- دوليف هازيزا على موقع ناشيونال فوتبول تيمز (الإنجليزية)
- دوليف هازيزا على موقع Soccerway.com (الإنجليزية)
- دوليف هازيزا على موقع عالم كرة القدم.نت (الإنجليزية)